# André-Claude Dussaussoy
Pour les articles homonymes, voir Dussaussoy.
André-Claude Dussaussoy, né le 30 novembre 1755 à Lyon et mort le 13 décembre 1820 à Lyon, fut chirurgie-major de l'Hôtel-Dieu de Lyon. Il était un spécialiste de la lutte contre la gangrène. Il devint membre de l’Académie des sciences, belles-lettres et arts de Lyon, en 1800, au réveil de celle-ci. 
On lui doit deux ouvrages :
- Dissertation sur la Gangrène des hôpitaux avec les moyens de la prévenir et de la combattre, Genève & Lyon, 1787, in-8°
- Cure rad1cale de l'Hydrocèle par le caustique, 1787,  in-8]. Cet ouvrage fut traduit en allemand : Leipsick, 1790, in-8°

Il est enterré dans le caveau familial au cimetière de Loyasse de Lyon .

## Hommages
- Une rue de Lyon, sise entre la rue Vauban et la rue Bugeaud, porte son nom.

## Iconographie
- 1835, Buste d'André Claude Dussaussoy, réalisé par Jean-François Legendre-Héral, marbre, Hôtel-Dieu de Lyon, salle du grand Dôme.

## Sources biographiques
- Jacques-Alphonse Mahul, Annuaire nécrologique, ou Supplément annuel et continuation de toutes les biographies ou dictionnaires historiques, 1re année, 1820, Paris : Baudoin , 1821, p.85
- Michel Dürr, DUSSAUSSOY André Claude (1755-1820), in Dominique Saint-Pierre (dir.), Dictionnaire historique des académiciens de Lyon 1700-2016, Lyon : Éditions de l'Académie (4, avenue Adolphe Max, 69005 Lyon), 2017 ,  p. 491-492  (ISBN 978-2-9559433-0-4).